# Trifolium boissieri
Trifolium boissieri es una especie herbácea perteneciente a la familia de las fabáceas originaria de Europa y Asia.   

## Descripción
Trifolium boissieri es una hierba anual,  vilosa. Los tallos alcanzan un tamaño de 12-40 cm de altura, generalmente ascendentes, con pelos patentes en los entrenudos superiores. Las hojas son alternas, estipuladas y pecioladas con folíolos de 20 x 10 mm, ovados, elípticos u obovados. Inflorescencias  espiciformes, subglobosas, axilares, pedunculadas, con numerosas flores pediceladas y densamente dispuestas.  Corola con el estandarte libre, amarilla, pardo clara al secarse, glabra. Fruto estipitado. Semillas de 1,3-1,5 mm, lisas, amarillentas. Tiene un número de cromosomas de 2n = 16.

## Distribución y hábitat
Se encuentra en los pastizales de plantas anuales, en substrato pobre, ligeramente ácido; a una altitud de 300-400 metros, desde el SW de Asia, E de la región mediterránea (Turquía, Grecia, islas del Egeo, Israel) y SW de España. Muy localizado en varios lugares de Sierra Morena, próximos a la ciudad de Córdoba.

## Taxonomía
Trifolium boissieri fue descrita por Giovanni Gussone y publicado en Florae Siculae Synopsis 2: 858. 1848.
Etimología
Trifolium: nombre genérico derivado del latín que significa "con tres hojas".
boissieri: epíteto otorgado en honor del botánico Pierre Edmond Boissier.
Sinonimia
- Chrysaspis boissieri (Guss.) Hendrych	[4][5]